# 喙肺鱼属
喙肺鱼属（学名：Dipnorhynchus）是生存于中泥盆纪澳大利亚和欧洲的一类已灭绝的肺鱼。
喙肺鱼属是一类原始的肺鱼，但它的特征仍然使它区别于其他肉鳍鱼。它的头骨缺少将头骨分成两部分的关节。相反，它具有坚实的骨骼结构，类似于最初的四足类。喙肺鱼属的上颚和下颚没有颊齿，而是长着牙齿状的板。与陆栖脊椎动物一样，它的上颚也与头骨融合在一起。对于肺鱼来说，它相对较大，长90厘米（3英尺）。